# Площадь Барклая-де-Толли
Площадь Барклая-де-Толли (эст. Barclay plats) — элемент городской инфраструктуры Тарту. Образована улицами Кюйни, Поэ, Юликооли, Валликраави.
Названа в честь русского полководца шотландско-немецкого происхождения Барклая-де-Толли (1761—1818). Культурная достопримечательность Эстонии. Популярный туристический объект

## История
Историческое название площади — Юликооли. 11 ноября 1849 года на площади был торжественно открыт памятник фельдмаршалу Михаилу Андреасу Барклаю де Толли, ныне один из старейших памятников в городе. Средства на памятник были собраны офицерами полка Барклая де Толли.
Первоначально вокруг памятника было булыжное мощение. В 1868 году на площади было проведено благоустройство. Позже памятник обнесли забором и по его внутреннему краю посадили невысокие деревья, за ними — более крупные. Часть площади осталась пустой. В 1879 году были посажены новые деревья, устроены газоны и добавлены парковые скамейки.
В 1929 году было проведено благоустройство площади и оформлена клумба вокруг статуи. Перед Тартуским гостиным двором в 1932 году устроили особый треугольный уголок (здание гостиного двора было разрушено в Великую Отечественную войну).
Раскопки 1981 года на площади обнаружили ряд толстых деревянных свай, ориентированных с востока на запад. По-видимому, это остатки городских средневековых укреплений
В 1999 году газон на площади был засеян травой, устроен фонтан (автор Арнольд Маттеус, установка для кругового течения 1999 г., проект А. С. Кобрас 1998 г.). Площадь была замощена камнем в 2000 году (проект AS Kommunaalprojekt).

## Достопримечательности
Является одной из двух площадей Тарту (наряду с Ратушной площадью) вокруг которых сохранилось большое количество исторических зданий. Площади в совокупности образуют классицистический городской ансамбль Тарту.
Памятник Барклаю-де-Толли (1849, скульптор Василий Иванович Демут-Малиновский и архитектор Аполлон Феодосиевич Щедрин.